# Rio Xingu
Der Rio Xingu [ˌχiu ʃĩˈɡu] ist einer der großen rechten Nebenflüsse des Amazonas im Tiefland von Brasilien.

## Flusslauf

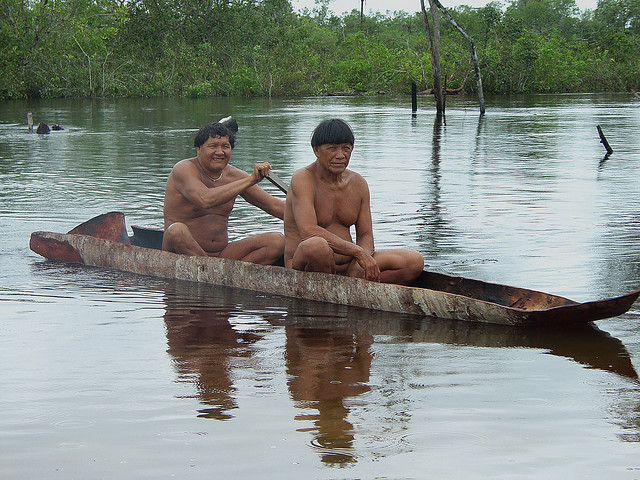
Kalapalo-Indios mit Kanu

Der Rio Xingu bildet sich im nördlichen Teil der Hochebene von Mato Grosso durch die Vereinigung der Flüsse Ronuro und Culuene, wobei der Unterlauf des Letzteren ab der Einmündung des Rio Sete do Setembro oft schon als Xingu angesehen wird. Das Quellgebiet des Xingu ist geprägt durch undurchdringliche Wildnis, ausgedehnte Sumpfgebiete und zahlreiche Seen.
Von hier aus durchquert der Xingu über etwa 1980 Kilometer in mehreren großen Bögen in nördlicher Richtung die brasilianischen Bundesstaaten Mato Grosso und Pará, bevor er schließlich bei Porto de Moz in den unteren Amazonas mündet.
Der Xingu ist charakterisiert durch Stromschnellen und Wasserfälle, die durch das Ausstreichen von paläozoischen Schichten im Süden des Amazonasbeckens gebildet werden.

## Geschichte
Der Rio Xingu war bis zur Erforschung durch den Arzt, Ethnologen und Forschungsreisenden Karl von den Steinen in den Jahren 1884 und 1887 zwar bekannt, aber über den Verlauf des Flusses und dessen Bewohner waren nur wenige Informationen vorhanden.
Nach der Eroberung des Kontinents durch die Europäer war es als erster 1541/42 der Spanier Francisco de Orellana, der den unteren Amazonas befuhr, erforschte und erschloss. Bis 1666 war auf einer Karte im Jansson’schen Atlas, die etwa um 1630 entstand, lediglich der Verlauf bis zu eingetragenen „Wasserfällen“ verzeichnet. Im Jahre 1843 unternahm Prinz Adalbert von Preußen eine Reise auf dem Rio Xingu flussaufwärts, bis zu einer Niederlassung namens Piranhacoara. Von ihm stammen die ersten zuverlässigen, für eine Karte brauchbaren Informationen, zu diesem Fluss. Der restliche Verlauf des Rio Xingu war bis zur Erforschung durch Karl von den Steinen terra incognita.

## Etymologie
1637 wurde der Rio Xingu durch Cristóbal de Acuña, einem Begleiter von Pedro Teixeira, der die Reise des Francisco de Orellana, in umgekehrter Richtung von der Mündung nach Quito, vornahm, Paranahyba („klarer Fluss“) genannt. In einer Beschreibung des Mauricio de Heriarte (1662–67) wird der Fluss Paranaiba genannt. In den Karten des Paters Samuel Fritz, welche die Kenntnis vom Strohm Maragon um 1700 wiedergibt, ist der Rio Xingu mit dem Namen Aoripana eingezeichnet. Auf der Karte befindet sich zudem ein Dorf Xingu, welches später zur Namensgebung des Flusses, Pate stand. Weitere Schreibweisen waren Paranyba und Paranatinga.
Karl von den Steinen bevorzugte die phonetische Schreibweise, die er auch in der von Bettendorf verfassten Chronik der Jesuiten (im Staate Maranhão von 1661 bis etwa 1694) vorfand.
Der Xingu wird/wurde durch die US-Amerikaner Zingu, Franzosen Chingu, Engländer Shingu und Portugiesen Xingu geschrieben.

## Staudammprojekte
Bereits Ende der 1980er Jahre hatte es unter der damaligen Regierung Brasiliens Pläne gegeben, den Rio Xingu aufzustauen und zur Elektrizitätsgewinnung zu nutzen. Der Protest der von Vertreibung bedrohten indigenen Völker in Altamira im Februar 1989 hatte zu internationalen Protesten geführt und das Staudammprojekt schließlich scheitern lassen.
Die brasilianische Regierung unter Präsident Lula da Silva reaktivierte in ihrer zweiten Amtszeit das Projekt, am Rio Xingu das riesige Wasserkraftwerk Belo Monte zu errichten, in modifizierter Form. Mehr als 400 Quadratkilometer Regen- und Uferwaldgebiete mit den dort lebenden Menschen sind durch diesen weltweit drittgrößten Staudamm zur Elektrizitätsgewinnung bedroht. Im Mai 2008 haben etwa tausend Betroffene indigener Gruppen und Flussanwohner in Altamira gegen das Projekt Belo Monte protestiert. Im Oktober 2011 stoppte ein Richter das Projekt. Das Konsortium der Investoren legte Widerspruch gegen das Urteil ein und erreichte, dass es bereits im Dezember 2011 wieder aufgehoben wurde.
Weitere geplante Xingu-Stauseen sind:
- Altamira (Babaquara)
- Iriri
- Ipixuna
- Kakraimoro
- Jarina